# بروتين إيزوميراز ثنائي الكبريتيد
بروتين إيزوميراز ثنائي الكبريتيد (بالإنجليزية: Protein Disulfide-Isomerase)‏ (PDI) (رقم التصنيف الإنزيمي: 5.3.4.1)، هو إنزيم في الشبكة البلازمية الداخلية في حقيقيات النوى والجبلة المحيطية في البكتيريا يحفز تكوين وتكسير رابطة ثنائي الكبريتيد بين وحدات السيستئين داخل البروتينات أثناء تطويها. يتيح هذا للبروتينات العثور بسرعة على الترتيب الصحيح للروابط الثنائية في حالتها المطوية بالكامل، مما يضمن استقرارها ووظيفتها البيولوجية الصحيحة. وبالتالي، يعمل الإنزيم على تحفيز عملية تطوي البروتين، مما يساعد في ضمان أن البروتينات تصل إلى بنيتها النهائية بشكل صحيح.

## البنية
يمتلك بروتين إيزوميراز ثنائي الكبريتيد موقعين نشطين شبيهة الثيوريدوكسين، كل منهما يحتوي على الطابع البنائي CGHC (يشير إلى تسلسل معين من الأحماض الأمينية (سيستئين (C)، جلايسين (G)، هستيدين (H)، وسيستئين (C))، ونطاقين غير محفزين (تلعب هذه النطاقات دورًا هيكليًا أو تنظيميًا أو في تفاعلات البروتين ).

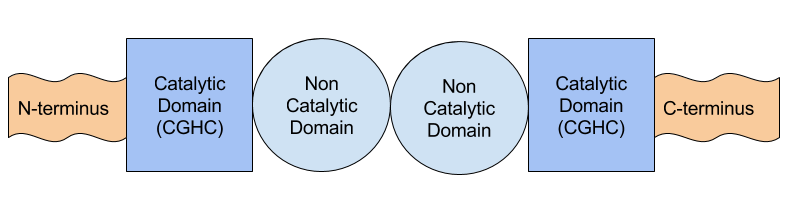
البنية الأولية لبروتين إيزوميراز ثنائي الكبريتيد مع تسلسل النطاقات

## الأهمية السريرية
وجد أن له دور في تخثر الدم، السكري، الأمراض القلبية الوعائية، السرطان وأمراض التنكس العصبي.

## الجينات المشفرة
الجينات البشرية التي تشَفر بروتين إيزوميراز ثنائي الكبريتيد  تشمل:
- AGR3
- DNAJC10
- TMX1
- TMX4
- TXNDC12

## روابط خارجية
- بروتين إيزوميراز ثنائي الكبريتيد في نظام فهرسة المواضيع الطبية (MeSH) للمكتبة الوطنية الأمريكية للطب.
- نظرة شاملة على جميع المعلومات الهيكلية المتاحة في بنك بيانات البروتينات (PDB) لـقاعدة البيانات يونيبروت (UniProt): P55059 (بروتين إيزوميراز ثنائي الكبريتيد) في بنك بيانات البروتين في أوروبا (PDBe-KB).